# Dimitrija Demeter

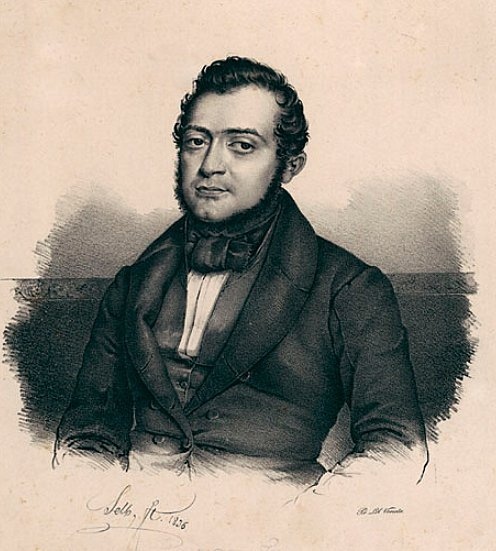
Dimitrija Demeter

Dimitrija Demeter, född 21 juli 1811 i Zagreb, död där 24 juni 1872, var en kroatisk författare.
Demeter härstammade från en grekisk köpmanssläkt i Makedonien, studerade medicin i Wien och Padua, men ägnade sig efter återkomsten till Zagreb åt litterär verksamhet och deltog livligt i den illyriska rörelsen under Ljudevit Gaj. Några år var han även redaktör för den officiella tidningen "Narodne novine".
Sin största betydelse hade Demeter såsom dramatisk författare och ledare av den kroatiska nationalteatern i Zagreb. Han skrev själv flera skådespel i nationell anda, däribland två efterbildningar av äldre dalmatinska dramer av Antun Gleđević och Ivan Gundulić (Kärlek och plikt samt Blodshämnden), och gjorde flera översättningar av utländska dramer, däribland delar av Johann Wolfgang von Goethes "Faust".
Demeters förnämsta verk är den lyrisk-patriotiska diktcykeln Grobničko polje (Gravfältet, 1842) i George Gordon Byrons stil och tragedin Teuta (1844) med ämne från den illyriska sagotiden (efter en krönika av Polybios), förhärligande den kroatiska forntiden. Båda dessa verk utgavs av Matica Hrvatska 1891 med biografisk och litterär inledning av Vladimir Mažuranić (Demeters systerson) och Franjo Marković.